# 도나비아 항공
도나비아 항공은 러시아의 항공회사 중의 하나이며, 아에로플로트의 자회사이자 로스토프나도누에 로스토프나도누 공항이 허브 공항으로 사용하고 있으며 이전 명칭은 아에로플로트 도누로 알려져 있다.

## 개요
원래 아에로플로트의 로스토프 항공 총국으로 1991년 소련 붕괴에 따른 아에로플로트 해체되면서 설립했다. 2000년에 아에로플로트 주식을 취득해 자회사 화했다. 같은 해 4월 13일부터 회사명을 아에로플로트 도누로 변경하고 아에로플로트의 자회사가 되었다. 2009년 9월 25일에 사명을 변경했다.

## 운항 노선
- 2012년 4월 기준으로 도나비아 항공은 다음과 같은 노선을 운항하고 있다.[1]

## 사진

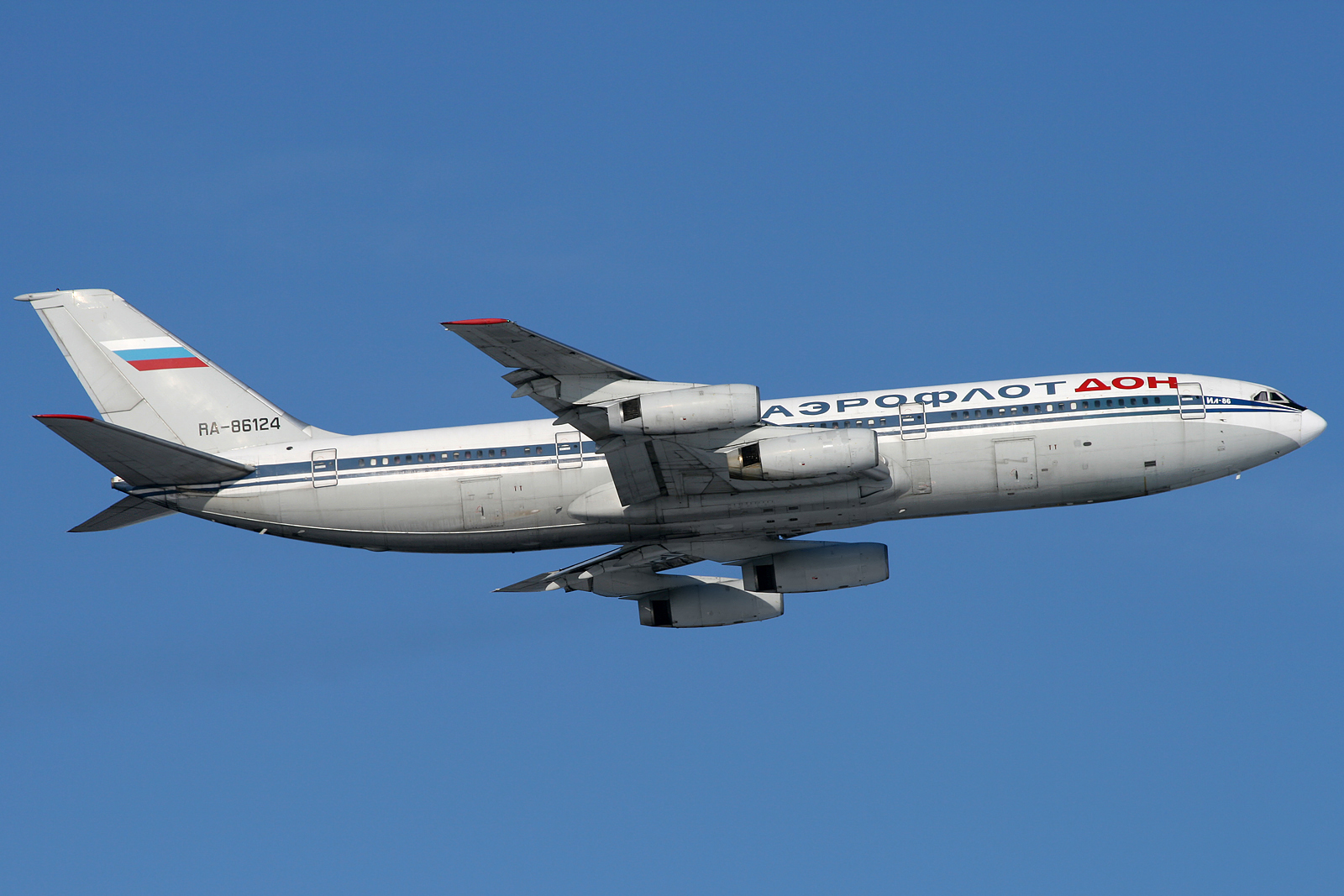
도나비아 항공의 일류신 Il-86 구도색 (퇴역)
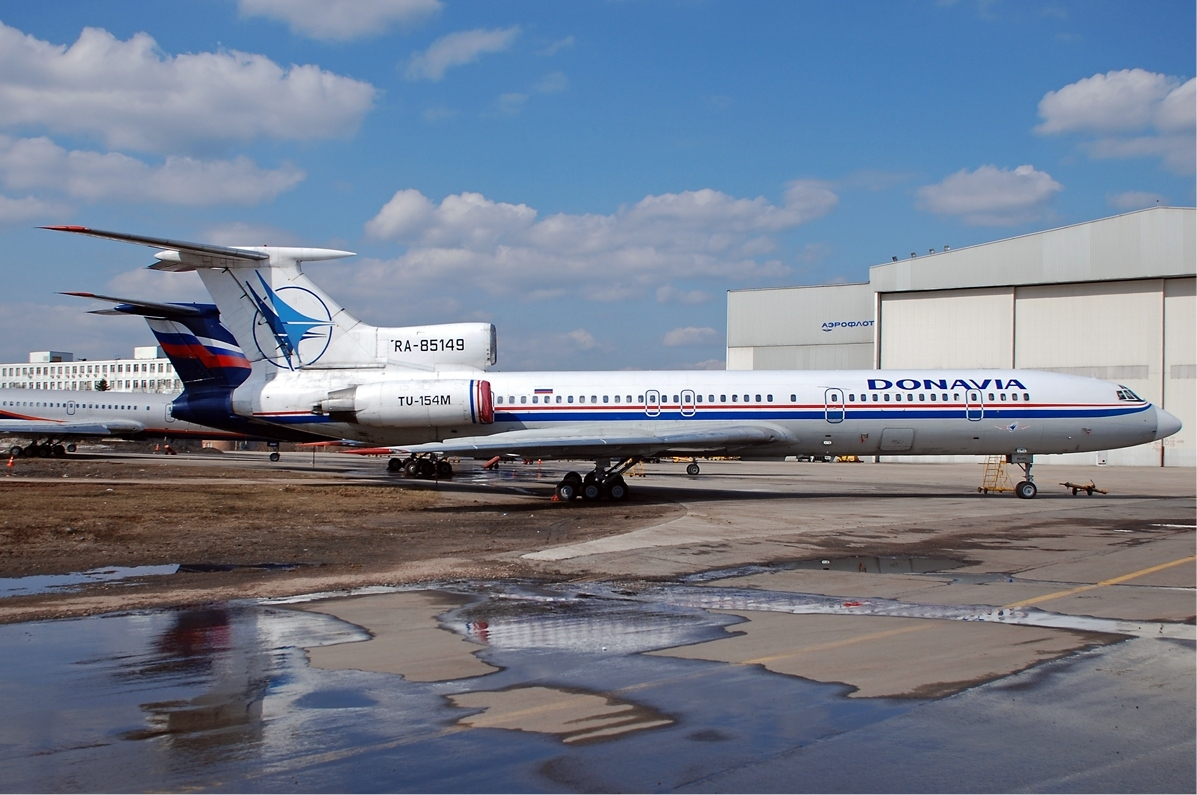
도나비아 항공의 투폴레프 Tu-154 구도색 (퇴역)
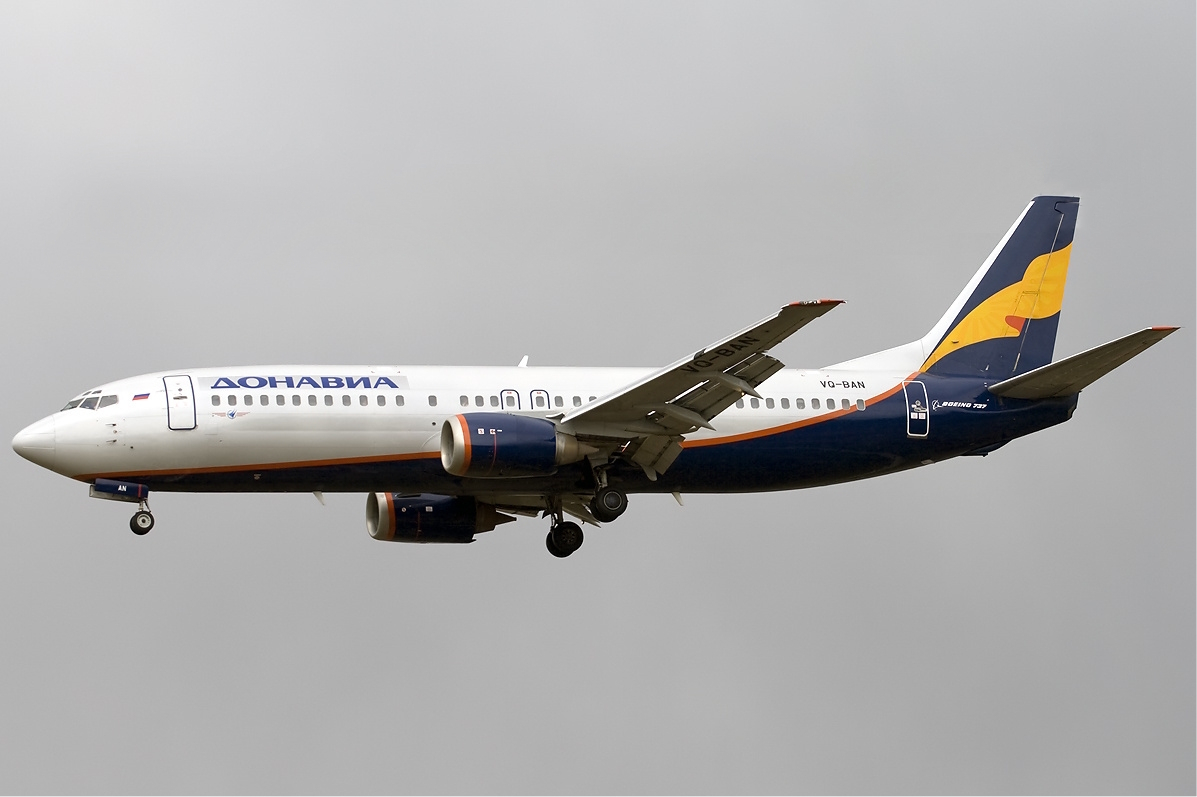
도나비아 항공의 보잉 737-400 (퇴역)